# Asociación de Concesionarios de Obras de Infraestructura Pública
La Asociación de Concesionarios de Obras de Infraestructura Pública AG (Copsa) es una entidad gremial chilena que agrupa a las sociedades anónimas titulares de contratos de concesión licitados por el Ministerio de Obras Públicas del país andino.
Se constituyó formalmente el 13 de enero de 2000 y su primer presidente fue Vicente Domínguez.
La organización tiene como objetivo representar a las entidades que ya se han constituido con personalidad jurídica en el país con el fin de fomentar el desarrollo de esta actividad.

## Presidentes
- Vicente Domínguez (2000-2003)
- Claudio Hohmann (2003-2006)
- Herman Chadwick (2006-2010)
- Clemente Pérez (2010-2012)
- Rodrigo Álvarez Zenteno (2012-2014)
- Juan Eduardo Saldivia (2014-2017)
- Leonardo Daneri Jones (2017-)